# Frangokàstel·lo
 Frangokàstel·lo  (en grec: Φραγκοκάστελλο) és el nom d'un castell i d'una població dispersa de la costa sud de Creta, a uns 12 km a l'est de Chora Sfakion i dins de la prefectura de Khanià.
El castell va ser construït pels venecians entre 1371 i 1374 com una guarnició per imposar l'ordre a la regió rebel de Sfakià, per dissuadir els pirates, i per protegir la noblesa veneciana i les seves propietats. Els grecs van batejar amb desdeny el castell com Frangokàstel·lo, és a dir, el castell dels francs (és a dir, els estrangers Catòlics). El nom també va ser adoptat pels mateixos venecians.
El castell té una senzilla forma rectangular, amb una torre a cada cantonada i les restes d'un escut d'armes de Venècia a sobre de l'entrada principal. Els edificis dins de les muralles i els merlets es van construir durant l'ocupació turca otomana.
El 1770, el rebel cretenc Daskalogiannis va ser capturat aquí per les forces turques, posteriorment va ser torturat i executat a Càndia.
El 17 de maig de 1828 va haver-hi una famosa batalla a Frangokàstel·lo. Centenars de esfaquiotes encapçalats per Hadzi Michali Daliani, un aventurer grec tractant d'escampar la Guerra de la Independència des del continent a Creta, va ocupar el castell, però van quedar assetjats pels turcs i massacrats. Tanmateix, molts dels turcs van ser assassinats en emboscades posteriors d'altres rebels. Segons la tradició, al voltant de l'aniversari de la batalla, les ombres dels rebels cretencs morts sembla que marxin cap al castell de matinada. Són els anomenats drosoulites, una mena de miratge que s'ha intentat explicar com a fenomen meteorològic.